# Weda stylata
Weda stylata är en insektsart som beskrevs av Barber och Sailer 1953. Weda stylata ingår i släktet Weda och familjen bärfisar. Inga underarter finns listade i Catalogue of Life.